# برستون كارينغتون
برستون كارينغتون (بالإنجليزية: Preston Carrington)‏ هو لاعب قفز طويل أمريكي، ولد في 12 يونيو 1949 في توبيكا في الولايات المتحدة.

## وصلات خارجية
- برستون كارينغتون على موقع أوليمبيديا (الإنجليزية)